# La Mairie d'Auvers-sur-Oise le 14 juillet
La Mairie d'Auvers-sur-Oise le 14 juillet est une peinture à l'huile sur toile de Vincent van Gogh réalisée à la mi-juillet 1890 à Auvers-sur-Oise. Mesurant 72 × 93 cm, elle est actuellement conservée dans une collection privée à Chicago,.

## Histoire
Vincent van Gogh s'est installé depuis le 20 mai 1890 à Auvers-sur-Oise, dans le Vexin français à 35 kilomètres au nord-ouest de Paris, afin de se faire suivre par le docteur Gachet, ami des artistes et spécialiste des maladies nerveuses. Ayant pris une chambre à l'auberge Ravoux, il passe souvent devant la mairie du village pour se rendre chez le docteur Gachet. En ce jour du 14 juillet 1890 qui marque le centenaire de la Fête de la Fédération, le petit édifice est décoré de drapeaux et de cocardes tricolores, tandis que des guirlandes de cocardes partent dans les arbres. Le dimanche 27 juillet 1890, Van Gogh se tire une balle de revolver dans la poitrine, en plein champ. Il meurt le 29 juillet suivant à une heure et demie du matin. Cette toile fut donnée de son vivant par Vincent à l'aubergiste, le père Ravoux, qui la céda plus tard pour une somme dérisoire à un Américain.
Un croquis (48,4 × 31,2 cm, craie sur papier) de la mairie à côté d'une tête d'homme est aujourd'hui en possession du musée Van Gogh d'Amsterdam.

## Description
Cette toile est peinte uniquement dans des tons froids avec dominante de jaunes pour le sol et de verts pour les arbres. Le ciel est délavé et la petite mairie semble s'évanouir dans le bleu clair et froid. De même que les chaumières (Chaumes de Cordeville à Auvers-sur-Oise) disparaissent dans le décor, l'édifice, qui paradoxalement « n'est pas à la fête », semble ici questionner les tourments du peintre,. De plus, la mairie d'Auvers-sur-Oise ressemble étrangement à celle de Zundert, le village natal de Van Gogh. Il habitait juste en face.